# Hydriastele costata
Hydriastele costata là loài thực vật có hoa thuộc họ Arecaceae. Loài này được F.M.Bailey mô tả khoa học đầu tiên năm 1898.